# Arnulf de Metz
Arnulf de Metz (alemany: Arnulf)  (Lay-Saint-Christophe, 580 ↔ 585 - Remiremont, c. 18 de juliol de 641) fou un franc bisbe de Metz, conseller de diversos sobirans merovingis. És venerat com a sant per diverses confessions cristianes. Cap de la dinastia dels arnulfians, el seu fill Ansegisel es casà amb Begga, dels pipínids, originant les dinasties dels carolingis i els nibelúngides. La seva memòria litúrgica se celebra el 18 de juliol o el 16 d'agost.

## Hagiografia
Fill del patrici franc Enni Múmmol, gendre del bisbe Arnoald de Metz (la tradició deia que n'era el fill), Arnulf va entrar al servei de la cort d'Austràsia amb la reina Brunegilda, regent del seu net Teodobert II (596 - 612). Molt devot, va entrar en contacte amb els missioners irlandesos que havien arribat recentment als Vosges, fundant-hi monestirs columbanians. Donà suport a Pipí de Landen en la revolta contra la reina Brunegilda de 613, que donà lloc a l'entronització de Clotari II.
El nou rei confià a Arnulf l'educació del seu fill, el futur Dagobert I, de qui serà conseller. Va casar-se amb Doda, aristòcrata amb qui va tenir dos fills, Clodulf, que el succeí com a bisbe de Metz, i Ansegisel, que serà conseller de Sigebert III.
El 612 Arnulf fou nomenat bisbe de Metz, capital del regne d'Austràsia, tot i que no era sacerdot, conservant a més els seus càrrecs a la cort. El 627 es va retirar a l'ermitori columbanià de Remiremont, proper a Metz, on va continuar vivint-hi com a monjo fins a la seva mort el 641, en llaor de santedat.
El seu cos fou portat a Metz, essent sebollit a la basílica que després se li dedicarà. Fou proclamat patró de la ciutat.

## Llegendes
Pau Diaca explica que Carlemany li havia explicat que Arnulf, en passar un pont sobre el Mosel·la, meditant sobre els seus pecats, va llençar el seu anell de bisbe al riu, demanant Déu que només li tornés com a testimoni que les seves faltes li havien estat perdonades. Temps després, a un àpat li fou servit a Arnulf un peix gran i, en obrir-lo, hi trobà el seu anell. L'anell, d'or, porta avui una àgata amb un peix en una xarxa gravat. Es conserva a la catedral de Metz, tot i que en 1793 fou requisat durant la Revolució francesa; un funcionari l'adquirí i el retornà al tresor de la seu el 1846. Avui es treu en processó el dia de la festa del sant, fins a l'església de Saint-Arnoul.
Una altra llegenda diu que quan Arnulf va renunciar al bisbat, un foc s'inicià al palau reial i amenaçà d'estendre's per la ciutat. Arnulf va detenir-se davant del foc i va dir-li: «Si Déu vol que em consumeixi, soc a les seves mans». Va fer llavors el senyal de la creu i el foc es va apagar.
L'episodi de la gerra de cervesa relata que el juliol de 642 els fidels de Metz van anar a Remiremont per cercar-hi les restes d'Arnulf i endur-se les a la ciutat. Feia molta calor i portaven poca cervesa per al camí. Carregats amb el sarcòfag, la processó anava a deixar Champigneulles i un dels fidels, anomenat Duc Notto, va pregar demanant al sant que els proporcionés beguda per a resistir la resta del camí. La poca cervesa que quedava a la gerra va créixer i tots els pelegrins van poder-ne beure sense límit fins que van arribar a Metz. Per això, també fou tingut com a patró dels cervesers de Lorena. Com a Arnulf de Soissons, se li atribueix haver començat la fabricació de cervesa a la regió.

## Galeria d'imatges

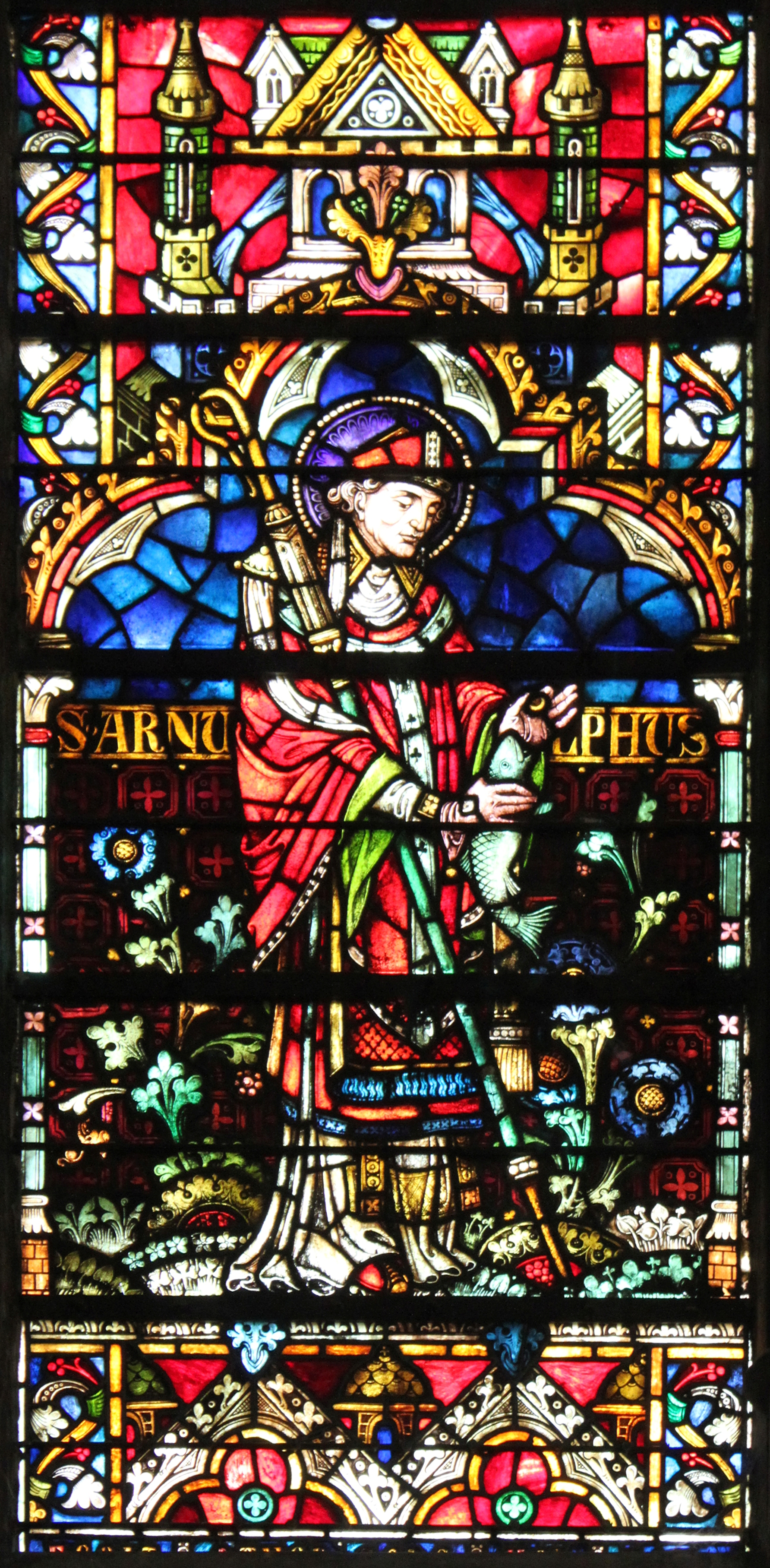
Vitrall a la catedral de Metz, per Hermann de Munster, segle xiv
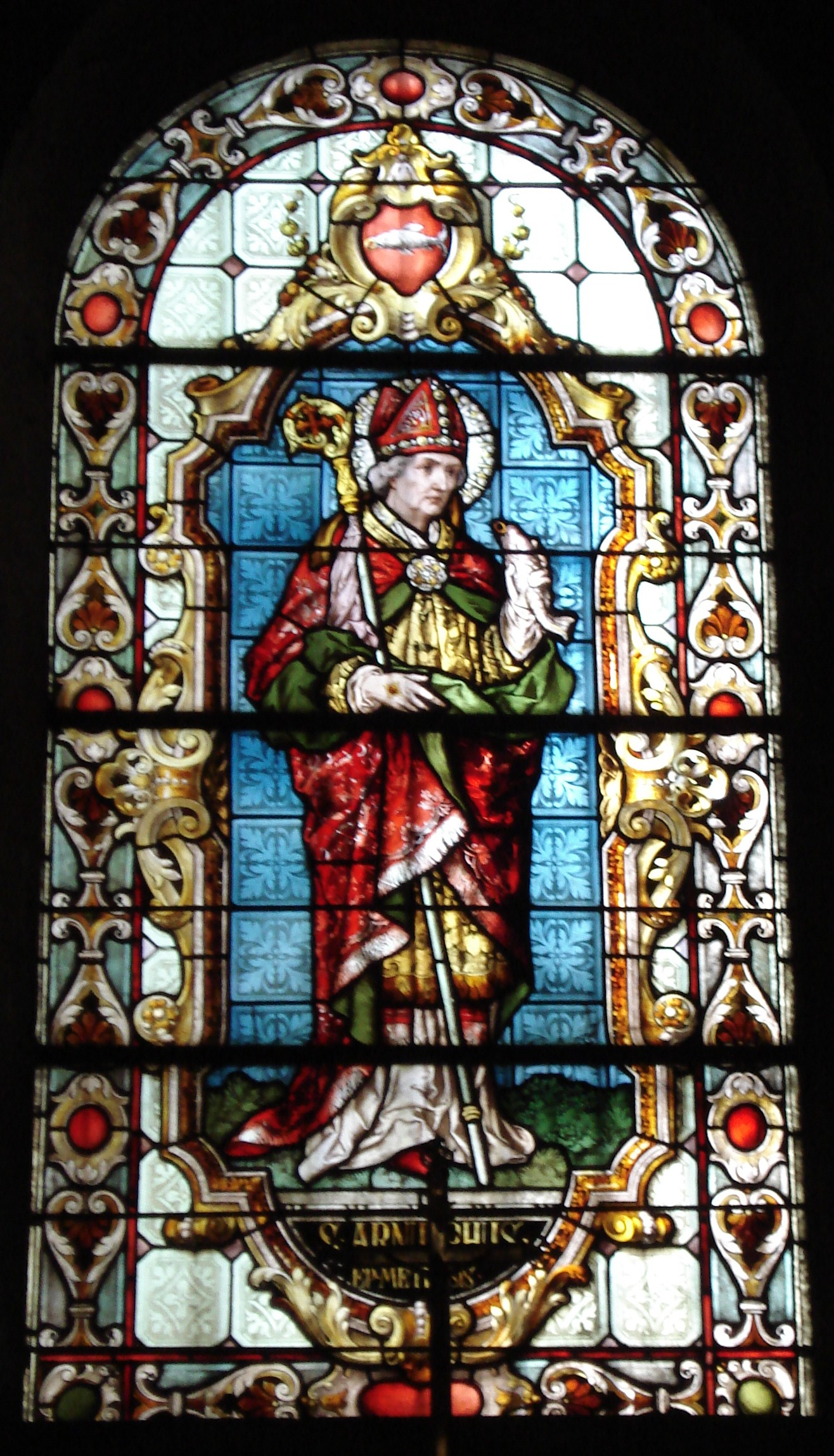
Vitrall amb el sant (Saint-Glossinde), segle xix
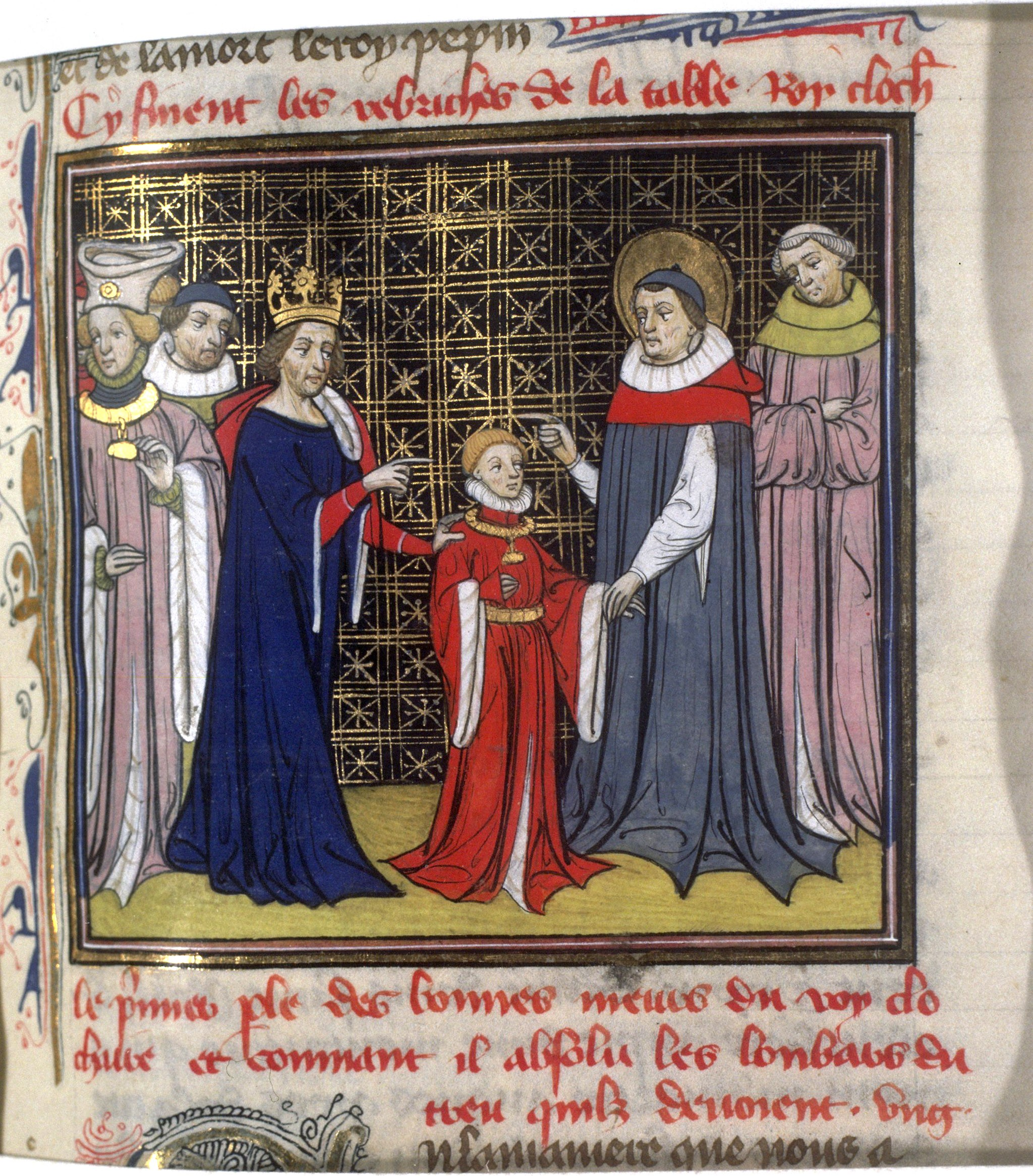
Clotari II confiant Dagobert a Arnulf, miniatura del segle xv
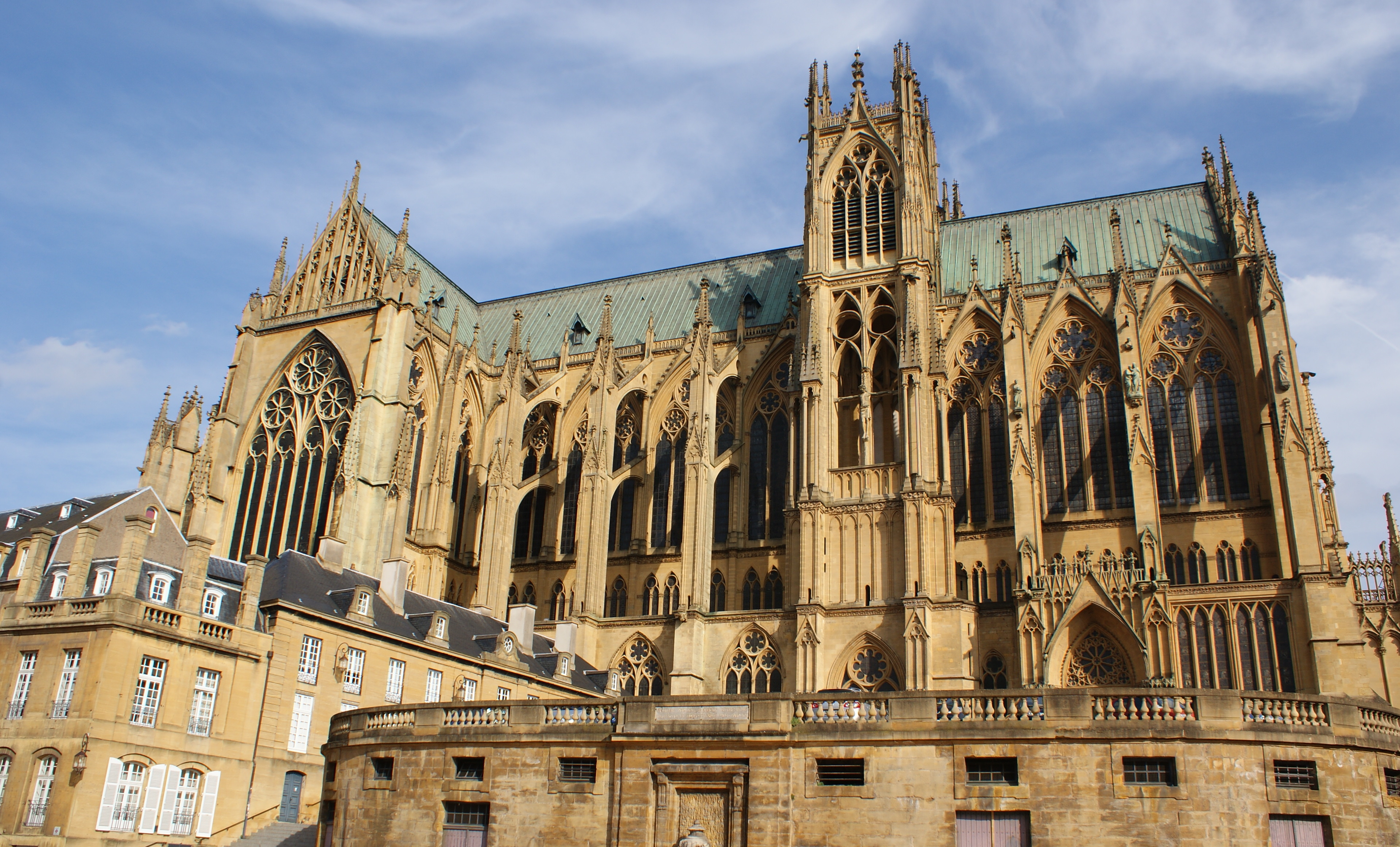
Catedral de Metz